# Naoki Naito
Naoki Naito (Shizuoka, 30 mei 1968) is een voormalig Japans voetballer.

## Carrière
Naoki Naito speelde tussen 1991 en 1998 voor Hitachi, Shimizu S-Pulse, Sanfrecce Hiroshima en Vissel Kobe.